# Stibiveri
Stibiveri (detta anche Stiberi) è una località di 9 abitanti del comune di Borzonasca, nella città metropolitana di Genova, nella valle Sturla, a circa 620 metri sul livello del mare; dista dal capoluogo comunale circa 10 km.
È situato in posizione panoramica con vista sul monte Bregaceto, il lago di Giacopiane, il torrente Sturla ed il monte Zatta.
Nelle vicinanze si trovano gruppi di case a Seigreia (o selva nera) o sul crinale di Reizasca che chiude l'acrocoro dell'alta valle Sturla ad ovest.

## Storia
Le sue origini risalgono all'alto medioevo, probabilmente coeve alle vicine Temossi e Bertigaro (Temosum e Butigarum) ed il cognome più diffuso è Gatto. Si tramanda che avesse avuto origine da due fratelli che, provenienti da Viterbo come coloni, si stanziarono in questo paesino remoto.
Il borgo è costituito da poche case che si sviluppano intorno alla vecchia strada mulattiera che dal mare, e quindi da Borzonasca, risalendo il corso del torrente Sturla arrivava al crinale del monte Bozale e da qui scendeva verso la val d'Aveto e quindi alla pianura mentre rimangono tracce di un antico mulino. La strada carrozzabile, proveniente dalla SS 586 è arrivata solo alla fine degli anni settanta del secolo scorso, chiudendo così un lungo isolamento.
L'economia era legata alla sussistenza attraverso piccoli campi coltivati ad ortaggi, patate, granoturco mentre alberi da frutta e castagni, oggi in abbandono, restano a testimonianza di una civiltà contadina emigrata nel mondo, in genere in America del Nord.
Poco sopra a Stibiveri si trova la località La Squazza, sulla strada provinciale che conduce al passo della Forcella con poche case ed un albergo, ora in disuso, dove il popolare attore dialettale Gilberto Govi amava trascorrere le vacanze estive. La località è stata oggetto, il 15 febbraio 1945, di una feroce rappresaglia nazifascista, in cui furono fucilati dieci partigiani che erano detenuti nelle carceri di Chiavari, per ritorsione all'uccisione di un alpino della divisione Monterosa della Repubblica Sociale Italiana. L'eccidio è tuttora ricordato con una lapide.

## Monumenti e luoghi d'interesse
La chiesa parrocchiale, da poco restaurata, è dedicata a san Pietro, mentre il cimitero in posizione dominante si raggiunge con una impervia scalinata costruita, si racconta dagli uomini del villaggio, alla fine del XVIII secolo, trasportando le pietre da una cava situata nel vicino crinale di Reizasca.
Poco dopo la Squazza, in località Ruerejo, si trova una cappelletta votiva che fu costruita circa negli anni cinquanta da Antonio Gatto, un emigrato negli Stati Uniti d'America in onore della Madonna della Guardia: la vista è pregevole su tutta la valle.
Le località vicine sono Acero, Bertigaro, Belpiano, Malanotte, Campori e Casali, quest'ultimo è una casa fortezza che comprendeva una prigione, utilizzata per duecento anni ed una sezione distaccata del tribunale di Chiavari. Annessa alla piccola chiesetta, di proprietà dei Della Cella vi era un cimitero.